# Министерство спорта Российской Федерации
Министерство спорта Российской Федерации (Минспорт России) — федеральный орган исполнительной власти, осуществляющий функции по выработке и реализации государственной политики и нормативно-правовому регулированию в сфере физической культуры и спорта, а также по оказанию государственных услуг (включая предотвращение допинга в спорте и борьбу с ним) и управлению государственным имуществом в сфере физической культуры и спорта.

## Предыстория
Организации, осуществлявшие управление физкультурно-спортивной деятельностью в Советской России, СССР и Российской Федерации
- 1918.04.22—1920.08.01 — Главное управление всеобщего военного обучения и формирования резервных частей Красной Армии (Всевобуч)
- 1920.08.01—1923.06.27 — Высший совет физической культуры
- 1923.06.27—1930.04.03 — Высший совет физической культуры при ВЦИК
- 1930.04.03—1936.06.21 — Всесоюзный совет физической культуры при ЦИК СССР
- 1936.06.21—1946.03.15 — Всесоюзный комитет по делам физической культуры и спорта при СНК СССР
- 1946.03.15—1953.03.15 — Всесоюзный комитет по делам физической культуры и спорта при СМ СССР[3].
- 1953.03.15—1954.02.11 — Главное управление по физической культуре и спорту при Министерстве здравоохранения СССР
- 1954.02.11—1959.01.09 — Комитет по физической культуре и спорту при СМ СССР
- 1959.01.09—1968.10.17 — Союз спортивных обществ и организаций СССР
- 1968.10.17—1986.02.11 — Комитет по физической культуре и спорту при СМ СССР (Спорткомитет СССР)
- 1986.02.11—1991.11.14 — Государственный комитет СССР по физической культуре и спорту (Госкомспорт СССР)
- 1991.11.28—1992.06.01 — Комитету по содействию олимпийскому движению при Правительстве РСФСР[4]
- 1992.06.01—1992.09.30 — Координационный совет по физической культуре и спорту при Правительстве Российской Федерации[5]
- 1992.09.30—1992.11.27 — Комитет Российской Федерации по физическому воспитанию и массовому спорту[6]
- 1992.11.27—1994.01.10 — Комитет Российской Федерации по физической культуре[7]
- 1994.01.10—1994.05.30 — Комитет Российской Федерации по делам молодежи, физической культуре и туризму[8]
- 1994.05.30—1994.08.03 — Комитет Российской Федерации по физической культуре и туризму
- 1994.08.03—1999.05.25 — Государственный комитет Российской Федерации по физической культуре и туризму[9] (Госкомспорт России)
- 1999.05.25—1999.06.08 — Российское агентство по физической культуре и туризму
- 1999.06.08—2000.05.17 — Министерство Российской Федерации по физической культуре, спорту и туризму[10]
- 2000.05.17—2004.03.09 — Государственный комитет Российской Федерации по физической культуре, спорту и туризму
- 2004.03.09—2004.11.18 — Федеральное агентство по физической культуре, спорту и туризму
- 2004.11.18—2008.10.07 — Федеральное агентство по физической культуре и спорту (Росспорт)

## История

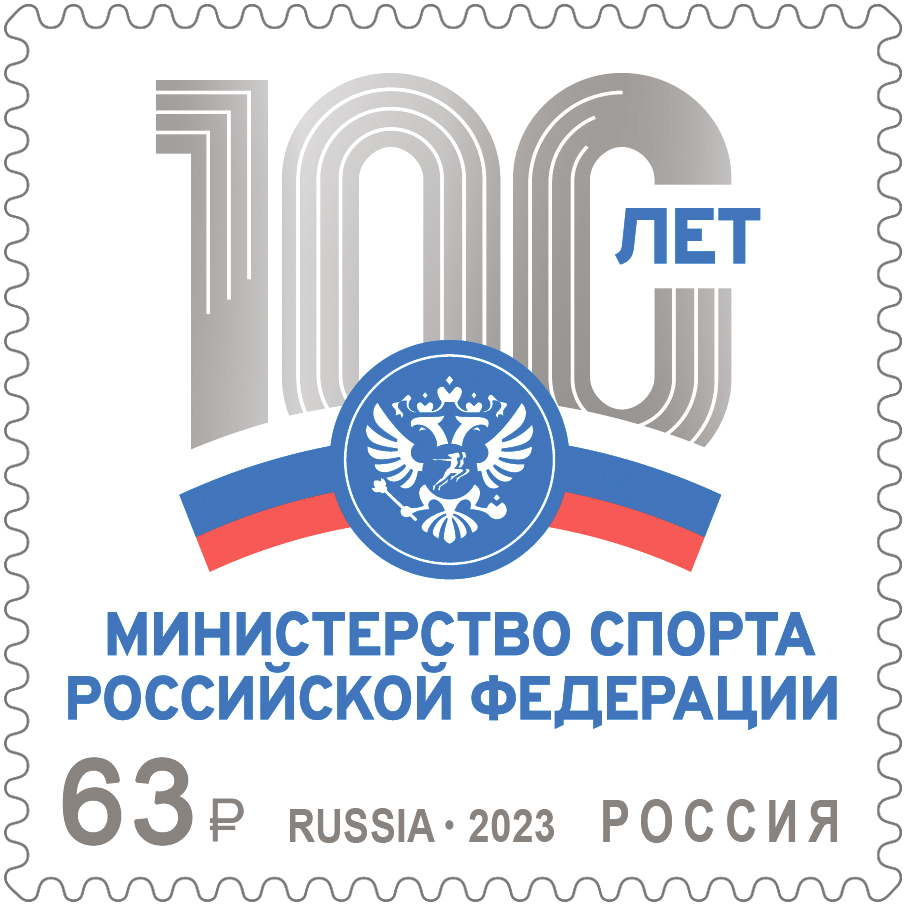
Почтовая марка 2023 год

В целях оптимизации структуры федеральных органов исполнительной власти 7 октября 2008 года Федеральное агентство по физической культуре и спорту (Росспорт) было упразднено. Его функции перешли к вновь образованному Министерству спорта, туризма и молодёжной политики Российской Федерации.
21 мая 2012 года Министерство спорта, туризма и молодёжной политики Российской Федерации указом Президента Российской Федерации преобразовано в Министерство спорта Российской Федерации, при этом функции по выработке государственной политики в области туризма переданы Министерству культуры Российской Федерации, а функции по разработке молодёжной политики — Министерству образования и науки Российской Федерации.

## Общие положения
- Министерство спорта Российской Федерации (Минспорт России) является федеральным органом исполнительной власти, осуществляющим функции по выработке и реализации государственной политики и нормативно-правовому регулированию в сфере физической культуры и спорта, а также правоприменительные функции и функции по контролю и надзору в сфере физической культуры и спорта.
- Министерство спорта Российской Федерации руководствуется в своей деятельности Конституцией Российской Федерации, федеральными конституционными законами, федеральными законами, актами Президента Российской Федерации и Правительства Российской Федерации, международными договорами Российской Федерации.
- Министерство спорта Российской Федерации осуществляет свою деятельность во взаимодействии с другими федеральными органами исполнительной власти, органами исполнительной власти субъектов Российской Федерации, органами местного самоуправления, общественными объединениями и иными организациями.
- В состав подведомственных учреждений министерства входят спортивные объекты в «Олимпийском парке в Сочи», а также ледовый дворец спорта «Лада-Арена» в Тольятти.

## Руководство

### Министры
- Дегтярёв Михаил Владимирович (с 14 мая 2024)
- Матыцин Олег Васильевич (21 января 2020 — 7 мая 2024)
- Колобков Павел Анатольевич (19 октября 2016 — 15 января 2020)
- Мутко Виталий Леонтьевич (21 мая 2012 — 18 октября 2016) (ранее, с 12 мая 2008 года, - являлся министром спорта, туризма и молодёжной политики)

### Заместители министра
Действующие заместители:
- Байсултанов Одес Хасаевич (с 17 мая 2024) — первый заместитель министра
- Никитин Александр Александрович (с 4 июля 2024) — статс-секретарь — заместитель министра
- Морозов Алексей Алексеевич (с 24 июня 2021) — заместитель министра
- Гандилян Мгер Миранович (с 25 июня 2024) — заместитель министра

Ранее заместителями являлись:
- Нагорных, Юрий Дмитриевич (13 июня 2012 — 20 октября 2016)
- Колобков Павел Анатольевич (18 июня 2012 — 19 октября 2016)
- Паршикова Наталья Владимировна (6 июля 2012 — 3 июня 2020) — статс-секретарь
- Новиков, Павел Владимирович (7 июля 2012 — 21 июля 2020)
- Томилова Марина Владимировна (19 декабря 2015 — 28 апреля 2021)
- Косилов Сергей Васильевич (9 марта 2017 — 13 февраля 2020)
- Сидоркевич Игорь Михайлович (28 августа 2018 — 6 апреля 2021)
- Ерастова Надежда Викторовна (4 июня 2019 — 3 марта 2020)
- Байсултанов Одес Хасаевич (11 февраля 2020 — 17 мая 2024)
- Кадыров Азат Рифгатович (13 февраля 2020 — 17 мая 2024) — первый заместитель
- Машкова Ксения Викторовна (3 марта 2020 — 17 ноября 2021) — статс-секретарь
- Сельский Андрей Константинович (21 апреля 2020 — 24 июня 2021)
- Федоров Андрей Михайлович (заместитель министра — 21 июля 2021 — 4 июля 2024, статс-секретарь — 22 января 2022 —  4 июля 2024)